# Клаус Гясула
Клаус Фатмір Гясула (14 грудня 1989) — албанський футболіст, опорний півзахисник «Дармштадта 98».

## Клубна кар'єра
Напередодні сезону 2020—2021 Г'ясула перейшов у «Гамбург» із «Падерборна», підписавши дворічний контракт. У перших двох іграх чемпіонату головний тренер Даніель Тіоуне виставив його у схемі 4-2-3-1 разом з Амаду Онаною на позиції півзахисника. У грі другої ліги сезону проти свого колишнього клубу «Падерборн», яка завершилася з рахунком 4–3, Гьясула пропустив два голи протягом кількох хвилин через індивідуальні помилки. У грудні Гясула повернувся до стартового складу, але на початку року під час тренування зазнав розриву внутрішньої зв'язки лівого коліна. Гясула вийшов на заміну 12 березня 2021 року на 90-й хвилині матчу проти «Бохума» (0–2).
12 травня 2024 року Дармштадт 98 оголосив, що він і кілька інших гравців покинуть клуб після цього сезону.

## Кар'єра у збірній
Гясула дебютував у складі національної збірної Албанії 7 вересня 2019 року в матчі відбору на Євро-2020 проти Франції, замінивши Ільбера Рамадані на 53-й хвилині та отримавши попередження у час, що залишився.

## Особисте життя
Гясула народився в столиці Албанії, Тирані, і виріс у Фрайбурзі, Німеччина. Він має як албанське, так і німецьке громадянство. Його старший брат Юрген Гясула — футболіст, грає на позиції атакувального півзахисника.